# Susupillo
Susupillo es una montaña con un sitio arqueológico del mismo nombre en los Andes de Perú, a una altitud de 4400 m.s.n.m. Está situado en el departamento de Huánuco, provincia de Huamalíes, distrito de Tantamayo.

## Ubicación
El sitio arqueológico de Susupillu encuentra en la ladera norte de la montaña, en las coordenadas 9°23'32.4"S 76°41'33.5"W, a una altura de 4100 m, en la jurisdicción del C.P. Florida Pampa. Fue declarada Patrimonio Nacional de Cultura de Perú por Resolución Directoral Nº 533/INC el 18 de junio de 2002.

## Galería

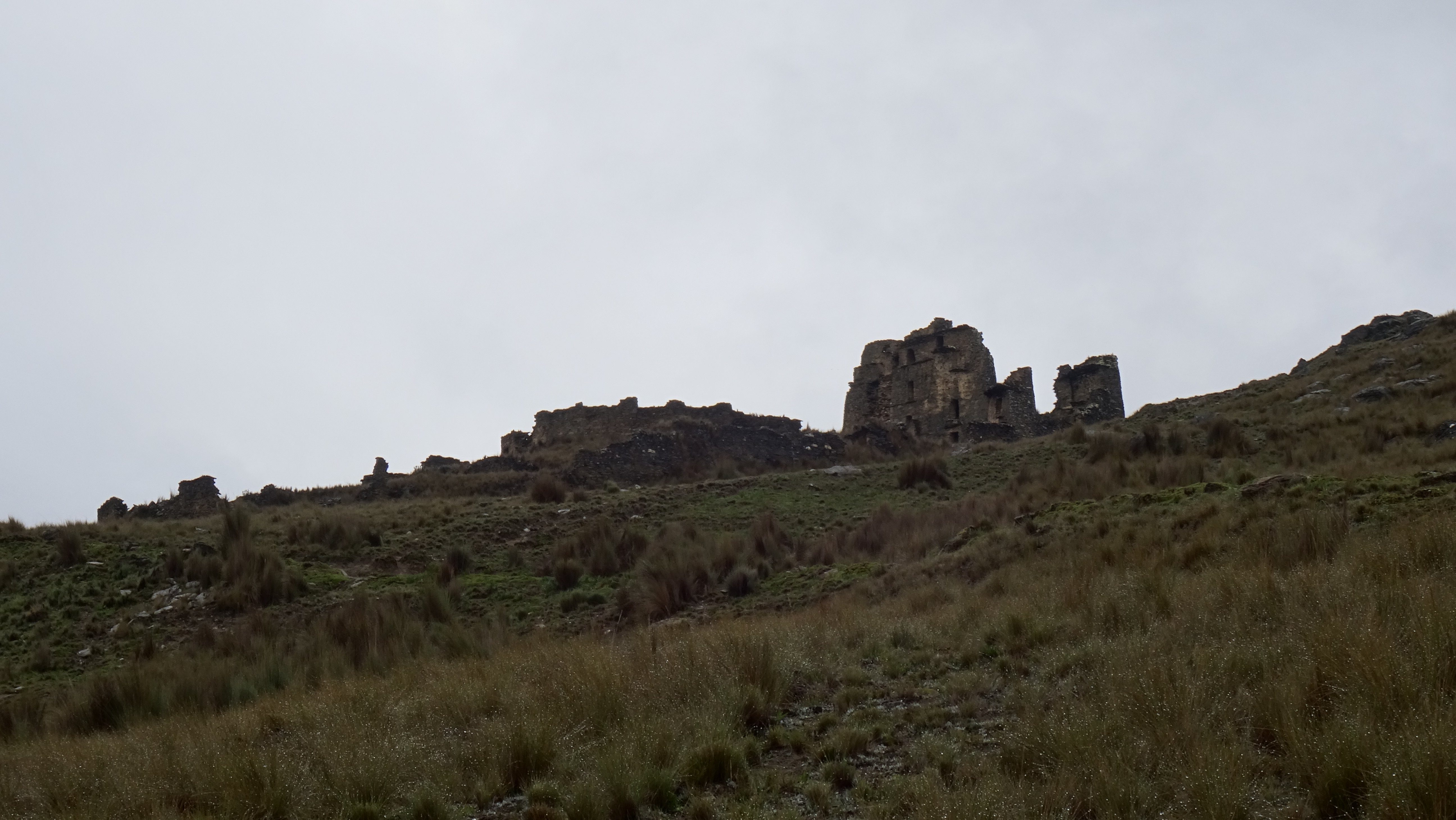
Vista de la parte delantera del conjunto arqueológico.
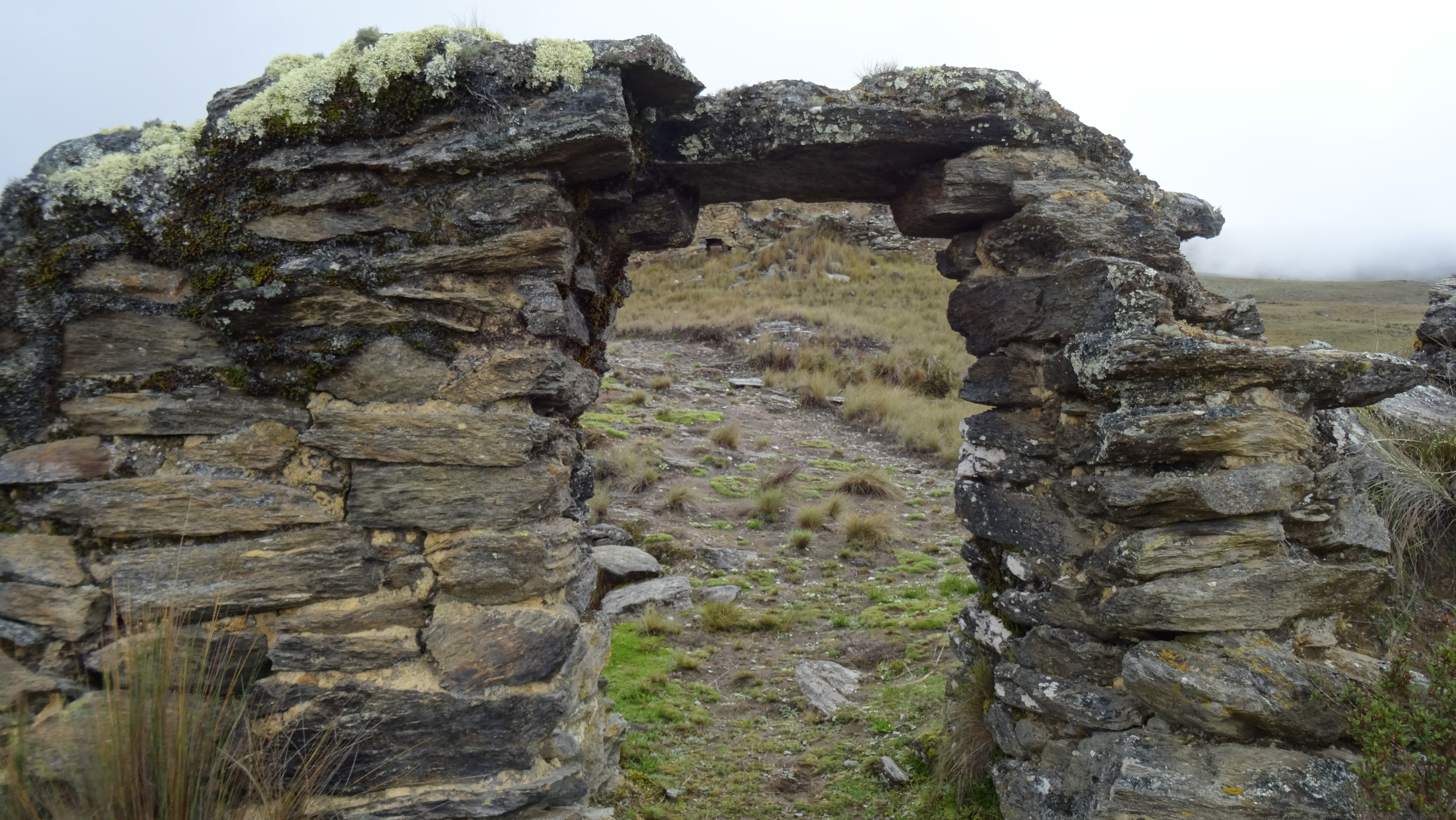
Ingreso por la parte delantera al conjunto arqueológico.
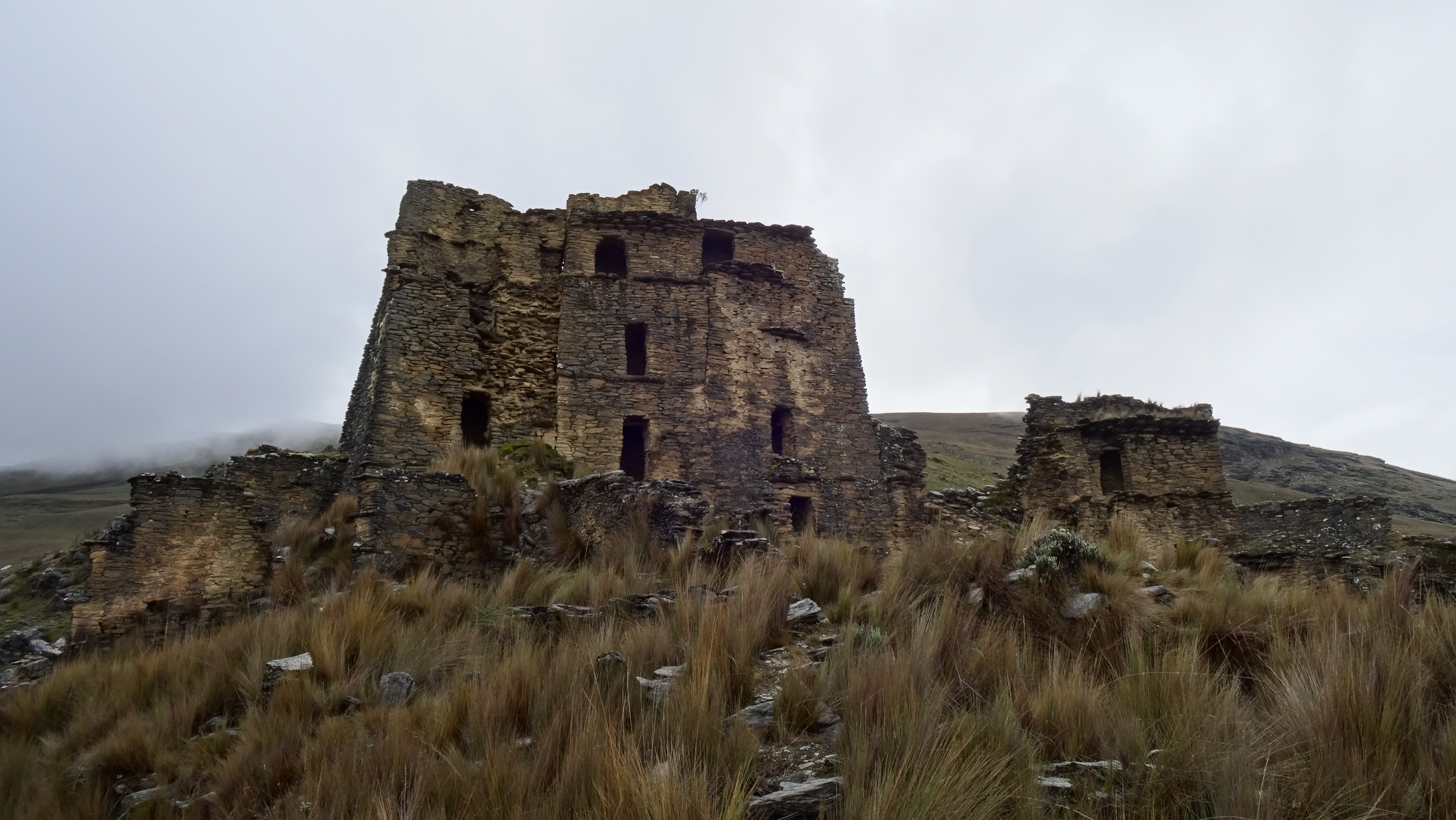
El edificio principal del conjunto arqueológico.
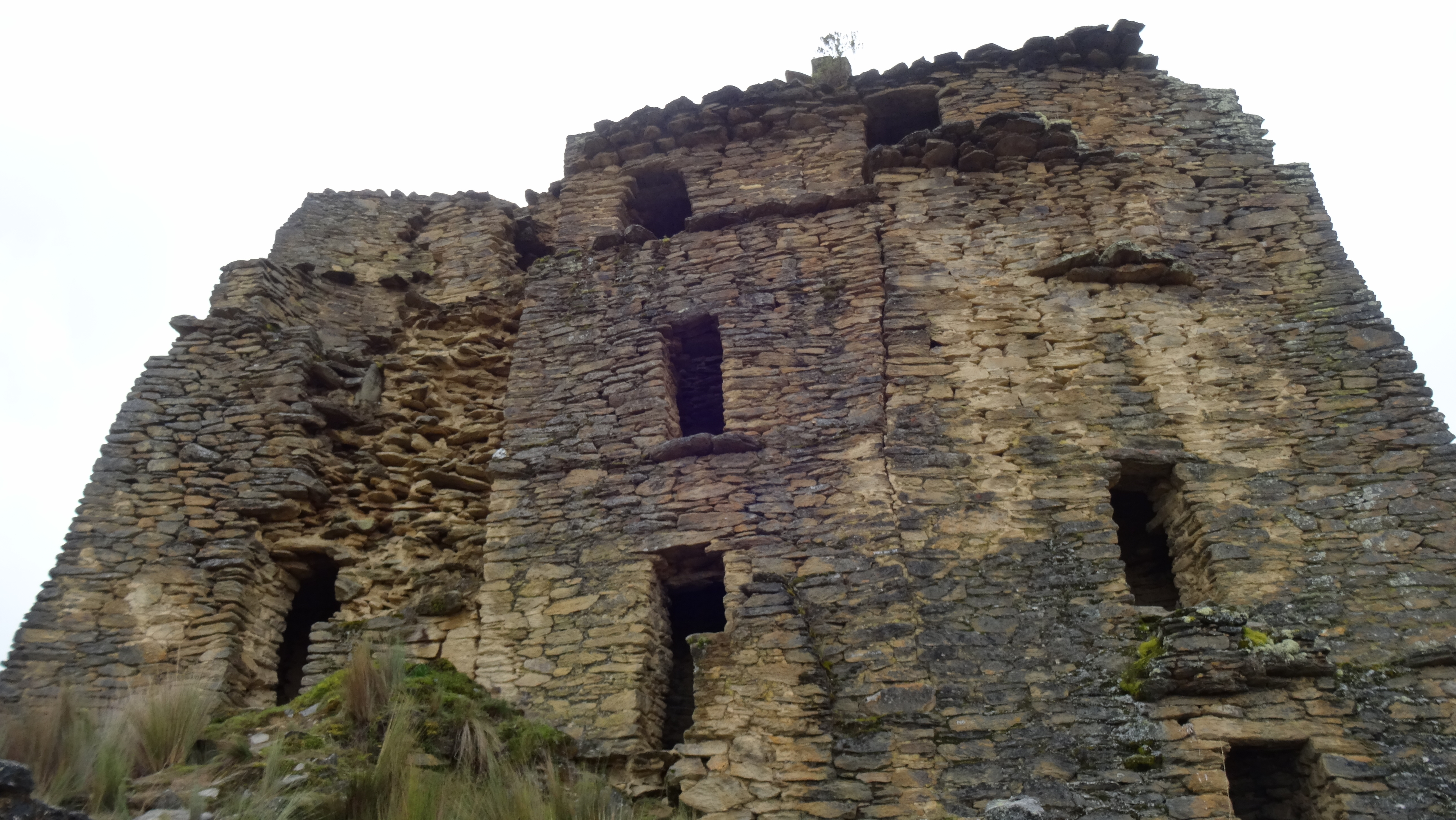
Detalles del edificio principal del conjunto arqueológico.
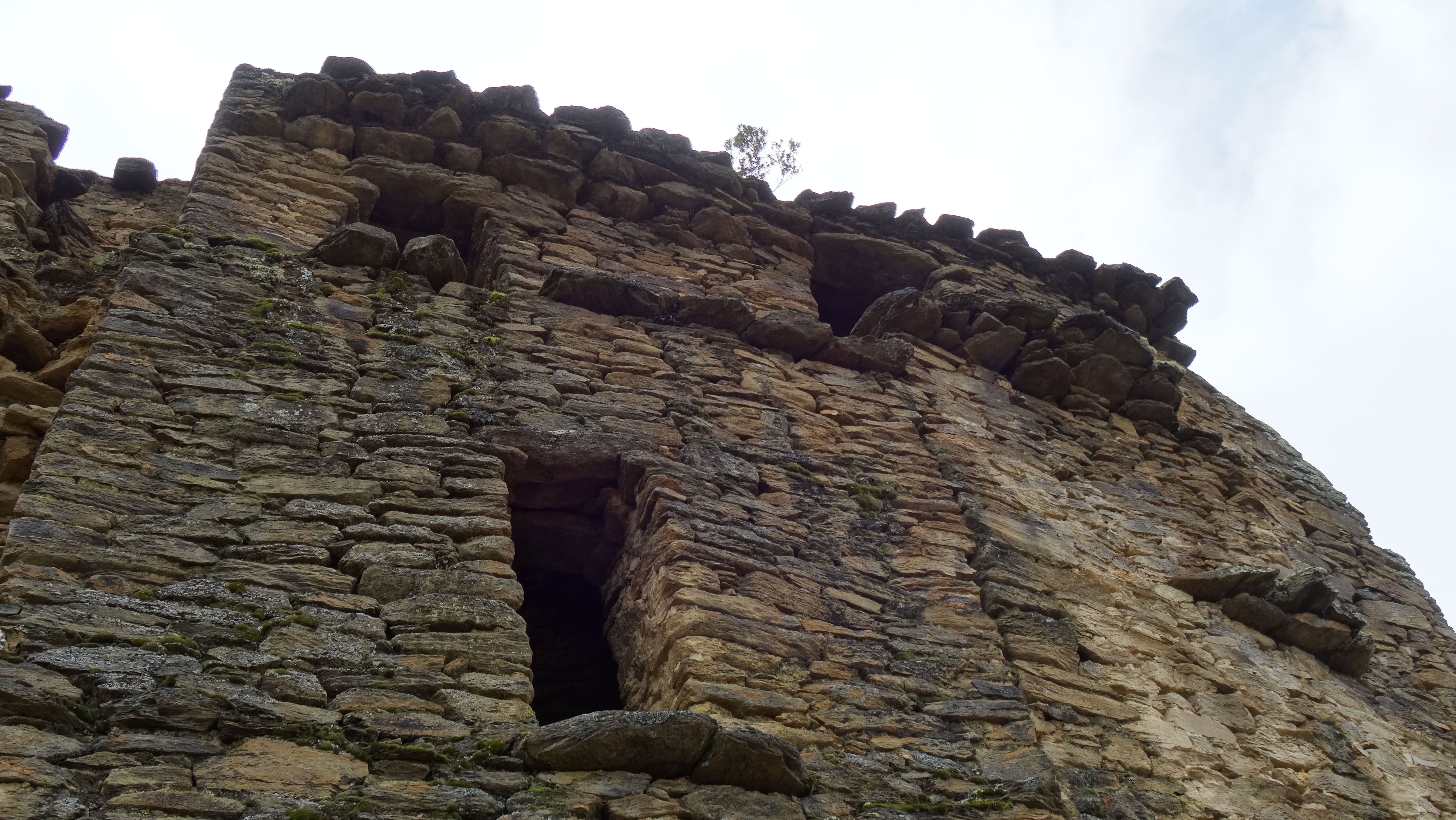
Ventanas y balcones de la parte superior del rascacielos.
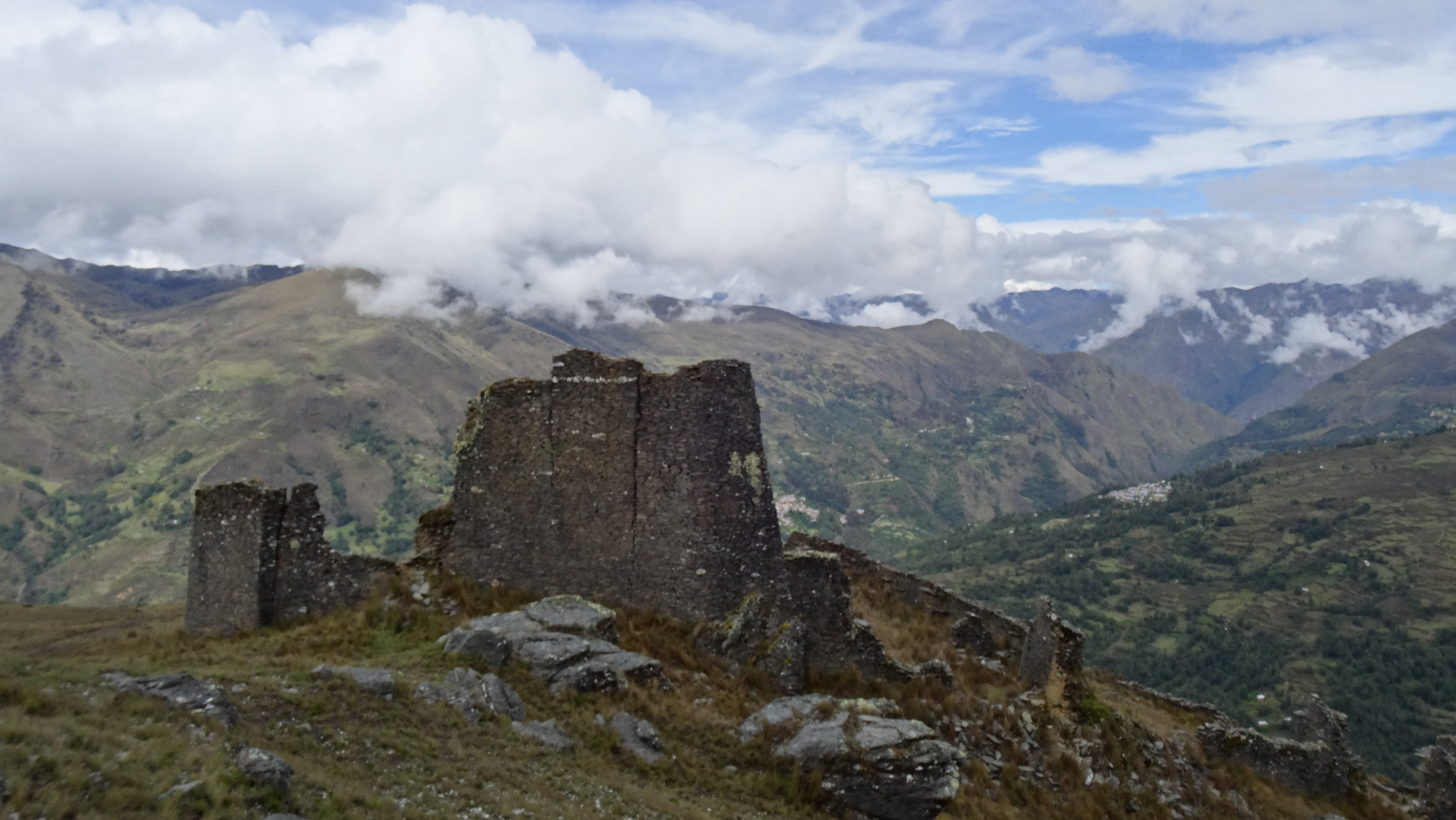
Vista de la parte posterior del conjunto.